# Gelis lemae
Gelis lemae là một loài tò vò trong họ Ichneumonidae. Loài này được Sonan miêu tả khoa học lần đầu tiên năm 1930.